# سيبرة دقيقة
السيبرة الدقيقة (باللاتينية: Siebera nana) نوع نباتي ينتمي إلى جنس السيبرة من الفصيلة النجمية.

## الموئل والانتشار
موطنه بلاد الشام وتركيا.

## مرادفات للاسم العلمي
- (باللاتينية: Siebera pungens var. nana DC.)